# Hecho en México (logotipo)

Tercera versión del sello desde 2009

Hecho en México es un distintivo oficial que se usa como un denominador de origen para productos mexicanos. Fue creado en 1978 por el diseñador Omar Arroyo Arriaga para la Secretaría de Comercio y Fomento Industrial. Está compuesto por dos elementos principales: la cabeza de un águila y la marca denominativa encerradas en un recuadro en colores blanco y negro. Entre 2004 y 2009, se lanzaron dos nuevas versiones del logotipo, siendo la tercera la que se mantiene sin mayores cambios desde entonces.
Contrario de lo que pudiera creerse, el logotipo no es de uso libre o abierto, a pesar de que su uso es gratuito si es previamente autorizado. Para hacer uso del logotipo, es necesario que el producto sea manufacturado en México o bien, que sea un producto comercializado en su forma natural de origen mexicano. La responsabilidad de autorización o revocación del uso de esta marca corresponde a la Secretaría de Economía.

## Características generales
El distintivo está compuesto esencialmente por la ilustración de la cabeza de un águila mexicana y la marca denominativa homónima. Ambos elementos emplean una combinación de blanco y negro y se aglutinan adentro de un recuadro. El águila es una representación simplificada del escudo de armas nacional. De 1978 a 2009, la wordmark estaba escrita predominantemente en letras mayúsculas. A partir de la tercera versión, se utiliza el logotipo de la marca país «México» estilizado en letras minúsculas, mientras que «Hecho en» se conserva en mayúsculas.